# Liste der Kulturgüter in Oron
Die Liste der Kulturgüter in Oron enthält alle Objekte in der Gemeinde Oron im Kanton Waadt, die gemäss der Haager Konvention zum Schutz von Kulturgut bei bewaffneten Konflikten, dem Bundesgesetz vom 20. Juni 2014 über den Schutz der Kulturgüter bei bewaffneten Konflikten sowie der Verordnung vom 29. Oktober 2014 über den Schutz der Kulturgüter bei bewaffneten Konflikten unter Schutz stehen.
Objekte der Kategorien A und B sind vollständig in der Liste enthalten, Objekte der Kategorie C fehlen zurzeit (Stand: 1. Januar 2023).

## Kulturgüter
| Foto |                                                                                              | Objekt | Kat. | Typ | Standort                                          | Beschreibung |
| ---- | -------------------------------------------------------------------------------------------- | --- | ---- | --- | ------------------------------------------------- | ------------ |
| ja   | Datei hochladen · Wikidata zu Reformierte Kirche (Q3586130)                                  | Reformierte Kirche / Temple KGS-Nr.: 06391 | A    | G   | Oron-la-Ville, Le Bourg 19 553129 / 157873        |              |
| ja   | Datei hochladen · Wikidata zu Schloss Oron (Q2968320)                                        | Schloss Oron mit Springbrunnen und Brunnen / Château d’Oron avec fontaine et puits KGS-Nr.: 06392 | A    | G   | Oron-le-Châtel, Au Château 1 553904 / 158326      |              |
| ja   | Datei hochladen · Wikidata zu Schloss Oron (Q2901416)                                        | Schlossbibliothek / Bibliothèque du château KGS-Nr.: 09312 | A    | S   | Oron-le-Châtel, Au Château 1 553914 / 158330      |              |
| ja   | Datei hochladen · Wikidata zu Zisterzienserabtei Haut-Crêt (Q1591370)                        | Ehemalige Zisterzienserabtei Haut-Crêt / Ancienne abbaye cistercienne de Haut-Crêt KGS-Nr.: 10992 | A    | F   | Les Tavernes 552379 / 156323                      |              |
| ja   | Datei hochladen · Wikidata zu Reformierte Kirche Saint-Maurice-et-Saint-Pancrace (Q29891380) | Reformierte Kirche Saint-Maurice-et-Saint-Pancrace / Église réformée Saint-Maurice-et-Saint-Pancrace KGS-Nr.: 05978                                                                                         | B    | G   | Châtillens, Chemin de l’Église 1a 552339 / 157583 |              |
| BW   | Datei hochladen · Wikidata zu (Q29891385)                                                    | Burgruine / Ruines du château KGS-Nr.: 06397 | B    | F   | Palézieux, Au Pré du Château 553299 / 156060      |              |
| ja   | Datei hochladen · Wikidata zu Temple (Q29891386)                                             | Reformierte Kirche / Temple KGS-Nr.: 06398 | B    | G   | Palézieux, Grand-Rue 2a 553354 / 156348           |              |
| ja   | Datei hochladen · Wikidata zu La Dausaz, ferme avec dépendences (Q29891381)                  | La Dausaz, Bauernhof mit Landhaus, Turm, Mansarde, Schuppen, Galerie, Türmchen und Umfassungsmauer / La Dausaz, ferme avec rural, tour, grenier, remise, galerie, tourelle et mur d’enceinte KGS-Nr.: 06496 | B    | G   | Les Tavernes, La Dausaz 2 550928 / 155936         |              |
| BW   | Datei hochladen                                                                              | Schlossmuseum / Musée du château KGS-Nr.: 10675 | B    | S   | Oron-le-Châtel, Au Château 1 553912 / 158337      |              |
| ja   | Datei hochladen · Wikidata zu Pfarrhaus (Q29891378)                                          | Pfarrhaus / Cure KGS-Nr.: 14711 | B    | G   | Oron-la-Ville, Le Bourg 17 553098 / 157874        |              |
| ja   | Datei hochladen · Wikidata zu Cure (Q29891383)                                               | Pfarrhaus / Cure KGS-Nr.: 14713 | B    | G   | Palézieux, Rue de la Bougne 8 553454 / 156120     |              |